# Lista över vulkaner i Storbritannien
Detta är en lista över vulkaner i Storbritannien.
| Namn                                 | Höjd (m ö.h.) | Område              | Koordinater                                 | Senaste utbrott      |
| ------------------------------------ | ------------- | ------------------- | ------------------------------------------- | -------------------- |
| Ardnamurchan                         | -             | -                   | -                                           | -                    |
| Arthur's Seat, Edinburgh             | 251           | -                   | 55°56′39″N 3°09′43″V / 55.94417°N 3.16194°V | -                    |
| Borrowdale Volcanics                 | -             | -                   | -                                           | Silur eller tidigare |
| Edinburgh Castle castle rock         | -             | -                   | 55°56′55″N 3°12′03″V / 55.94861°N 3.20083°V | -                    |
| Giant's Causeway                     | -             | -                   | 55°15′00″N 6°29′07″V / 55.25000°N 6.48528°V | Kenozoikum           |
| Glencoe Caldera                      | -             | -                   | -                                           | Silur                |
| Cheviot                              | 815           | Cheviot Hills       | -                                           | -                    |
| Bloodybush Edge                      | -             | Cheviot Hills       | -                                           | -                    |
| Cushat Law                           | -             | Cheviot Hills       | -                                           | -                    |
| Hedgehope Hill                       | -             | Cheviot Hills       | -                                           | -                    |
| Windy Gyle                           | 619           | Cheviot Hills       | 55°25′53″N 2°13′50″V / 55.43138°N 2.23068°V | -                    |
| Am Basteir                           | 934           | Cuillin Hills, Skye | 57°14′52″N 6°12′15″V / 57.24791°N 6.20404°V | -                    |
| Beinn Dearg Mhòr                     | 731           | Cuillin Hills, Skye | -                                           | -                    |
| Belig                                | 702           | Cuillin Hills, Skye | -                                           | -                    |
| Blaven                               | 928           | Cuillin Hills, Skye | -                                           | -                    |
| Bruach na Frìthe                     | 958           | Cuillin Hills, Skye | 57°14′48″N 6°12′38″V / 57.24680°N 6.21055°V | -                    |
| Garbh-bheinn                         | 808           | Cuillin Hills, Skye | -                                           | -                    |
| Glamaig                              | 775           | Cuillin Hills, Skye | -                                           | -                    |
| Inaccessible Pinnacle or Sgurr Dearg | 986           | Cuillin Hills, Skye | -                                           | -                    |
| Marsco                               | 736           | Cuillin Hills, Skye | 57°14′58″N 6°08′04″V / 57.24932°N 6.13452°V | -                    |
| Sgurr a' Ghreadaidh                  | 973           | Cuillin Hills, Skye | -                                           | -                    |
| Sgurr a' Mhadaidh                    | 918           | Cuillin Hills, Skye | -                                           | -                    |
| Sgurr Alasdair                       | 992           | Cuillin Hills, Skye | -                                           | -                    |
| Sgurr Dubh Mòr                       | 944           | Cuillin Hills, Skye | -                                           | -                    |
| Sgurr Mhic Choinnich                 | 958           | Cuillin Hills, Skye | 57°12′31″N 6°13′28″V / 57.20856°N 6.22442°V | -                    |
| Sgurr na Banachdich                  | 965           | Cuillin Hills, Skye | 57°13′14″N 6°14′33″V / 57.22054°N 6.24237°V | -                    |
| Sgurr nan Eag                        | 958           | Cuillin Hills, Skye | -                                           | -                    |
| Sgurr nan Gillean                    | 965           | Cuillin Hills, Skye | -                                           | -                    |
| Diana's Peak                         | 823           | Sankta Helena       | 15°34′S 5°25′V / 15.56°S 5.42°V             | -                    |